# Trenerzy Arsenalu F.C.
To jest lista menadżerów Arsenalu i ich statystyk, od 1897, gdy zatrudniono pierwszego profesjonalnego menadżera, do dziś.

## Historia

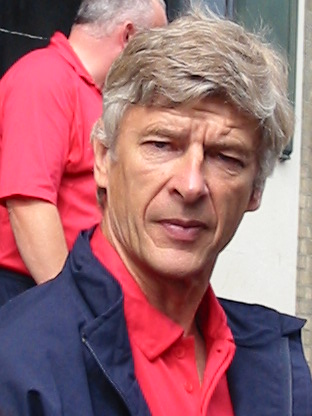
Arsène Wenger, menadżer Arsenalu między 1996 a 2018 rokiem.

Chociaż klub został założony w 1886, aż do 1897 nie powołano stałego menadżera, który zajmował by się prowadzeniem pierwszego zespołu. Wtedy to zatrudniono Thomasa Mitchella, który powszechnie uznawany jest za pierwszego profesjonalnego menadżera w historii klubu. Niektóre źródła uznają za pierwszego menadżera Arsenalu Sama Hollisa (w amatorskim charakterze), który pracował w klubie trzy lata wcześniej, w 1894, inni twierdzą, że był tylko klubowym trenerem i w wielu źródłach, w tym w oficjalnej klubowej historii, nie wspomina się o Hollisie i za pierwszego menadżera uznaje się Mitchella.
Rola ta pierwotnie znana była jako „sekretarz-menadżer”, jak również kierownik zarządzający sprawami klubu na boisku, jak i poza nim. Jednakże po śmierci Toma Whittakera w 1956, te dwie funkcje rozdzielono i od tego momentu piastującego tę posadę nazwano po prostu menadżerem i w jego kompetencjach znajdowało się zajmowanie sprawami pierwszego zespołu.

## Statystyki
W historii klubu od 1897 w Arsenalu pracowało 18 stałych i 5 tymczasowych menadżerów; Pierwszy tymczasowy menadżer (Stewart Houston) pracował w klubie dwukrotnie. Najdłużej pracującym w klubie menadżerem jest Arsène Wenger (1996–2018). Jest on również najbardziej skutecznym menadżerem (nie licząc menadżerów tymczasowych) i pod jego wodzą zespół wygrał procentowo 57.25% spotkań, natomiast pod przewodnictwem Leslie Knightona zespół spisywał się najsłabiej (34.46% wygranych spotkań). Dwóch menadżerów zmarło w czasie swojej pracy dla klubu - Herbert Chapman i Tom Whittaker.
Informacje aktualne na dzień 19 marca 2022. Liczą się tylko mecze oficjalne. Zwycięstwa, porażki i remisy są rezultatami po ostatnim gwizdku sędziego; wyniki po rzutach karnych nie liczą się. 
| Imię i nazwisko   | Kraj              | Od                | Do                  | M    | Z   | R   | P   | %Z    | Sukcesy                                                                                                | Przypisy |
| ----------------- | ----------------- | ----------------- | ------------------- | ---- | --- | --- | --- | ----- | --- | -------- |
| Sam Hollis        | Anglia            | 1 sierpnia 1894   | 31 lipca 1897       | 92   | 41  | 14  | 37  | 44.57 | | [ 4 ]    |
| Thomas Mitchell   | Szkocja           | 1 sierpnia 1897   | 1 marca 1898        | 23   | 11  | 4   | 8   | 47.83 | | [ 5 ]    |
| George Elcoat     | Anglia            | 1 marca 1898      | 31 maja 1899        | 43   | 23  | 6   | 14  | 53.49 | | [ 6 ]    |
| Harry Bradshaw    | Anglia            | 1 sierpnia 1899   | 1 maja 1904         | 176  | 92  | 31  | 53  | 52.27 | | [ 7 ]    |
| Phil Kelso        | Szkocja           | 1 lipca 1904      | 1 lutego 1908       | 151  | 63  | 31  | 57  | 41.72 | | [ 8 ]    |
| George Morrell    | Szkocja           | 1 lutego 1908     | 1 maja 1915         | 294  | 104 | 73  | 117 | 35.37 | | [ 10 ]   |
| James McEwen      | Anglia            | 1 maja 1915       | 1 maja 1919         | 1    | 1   | 0   | 0   | 100   | |          |
| Leslie Knighton   | Anglia            | 1 maja 1919       | 1 czerwca 1925      | 268  | 92  | 62  | 114 | 34.33 | | [ 13 ]   |
| Herbert Chapman   | Anglia            | 1 czerwca 1925    | 1 stycznia 1934     | 403  | 201 | 97  | 105 | 49.88 | 2 mistrzostwa Anglii, 1 Puchar Anglii, 3 Tarcza Wspólnoty                                              | [ 15 ]   |
| Joe Shaw          | Anglia            | 1 stycznia 1934   | 1 czerwca 1934      | 23   | 14  | 3   | 6   | 60.87 | 1 mistrzostwo Anglii                                                                                   |          |
| George Allison    | Anglia            | 1 czerwca 1934    | 1 maja 1947         | 275  | 126 | 74  | 75  | 45.82 | 2 mistrzostwa Anglii, 1 Puchar Anglii, 1 Tarcza Wspólnoty                                              | [ 16 ]   |
| Tom Whittaker     | Anglia            | 1 czerwca 1947    | 1 października 1956 | 426  | 199 | 106 | 121 | 46.71 | 2 mistrzostwa Anglii, 1 Puchar Anglii, 2 Tarcze Wspólnoty                                              | [ 17 ]   |
| Jack Crayston     | Anglia            | 1 listopada 1956  | 1 maja 1958         | 76   | 33  | 16  | 27  | 43.42 | | [ 18 ]   |
| George Swindin    | Anglia            | 1 lipca 1958      | 1 maja 1962         | 178  | 70  | 43  | 65  | 39.33 | | [ 20 ]   |
| Billy Wright      | Anglia            | 1 maja 1962       | 1 czerwca 1966      | 182  | 70  | 43  | 69  | 38.46 | | [ 21 ]   |
| Bertie Mee        | Anglia            | 1 czerwca 1966    | 4 maja 1976         | 517  | 228 | 143 | 146 | 44.1  | 1 mistrzostwo Anglii, 1 Puchar Anglii, 1 Puchar Miast Targowych                                        | [ 22 ]   |
| Terry Neill       | Irlandia Północna | 8 lipca 1976      | 16 grudnia 1983     | 416  | 187 | 117 | 112 | 44.95 | 1 Puchar Anglii                                                                                        | [ 23 ]   |
| Don Howe          | Anglia            | 16 grudnia 1983   | 22 marca 1986       | 116  | 53  | 32  | 31  | 45.69 | | [ 24 ]   |
| Steve Burtenshaw  | Anglia            | 25 marca 1986     | 14 maja 1986        | 11   | 3   | 2   | 6   | 27.27 | | [ 25 ]   |
| George Graham     | Szkocja           | 14 maja 1986      | 21 lutego 1995      | 460  | 225 | 133 | 102 | 48.91 | 2 mistrzostwa Anglii, 1 Puchar Anglii, 2 Puchary Ligi, 1 Puchar Zdobywców Pucharów, 1 Tarcza Wspólnoty | [ 26 ]   |
| Stewart Houston   | Szkocja           | 21 lutego 1995    | 8 czerwca 1995      | 19   | 7   | 3   | 9   | 36.84 | | [ 27 ]   |
| Bruce Rioch       | Szkocja           | 8 czerwca 1995    | 12 sierpnia 1996    | 47   | 22  | 15  | 10  | 46.81 | | [ 29 ]   |
| Stewart Houston   | Szkocja           | 12 sierpnia 1996  | 16 września 1996    | 6    | 2   | 2   | 2   | 33.33 | | [ 27 ]   |
| Pat Rice          | Irlandia Północna | 16 września 1996  | 30 września 1996    | 4    | 3   | 0   | 1   | 75    | | [ 31 ]   |
| Arsène Wenger     | Francja           | 30 września 1996  | 13 maja 2018        | 1235 | 707 | 280 | 248 | 57.25 | 3 mistrzostwa Anglii, 7 Puchary Anglii, 7 Tarcze Wspólnoty                                             | [ 32 ]   |
| Unai Emery        | Hiszpania         | 23 maja 2018      | 29 listopada 2019   | 78   | 43  | 16  | 19  | 55.13 | | [ 33 ]   |
| Fredrik Ljungberg | Szwecja           | 29 listopada 2019 | 20 grudnia 2019     | 6    | 1   | 3   | 2   | 16.67 | | [ 34 ]   |
| Mikel Arteta      | Hiszpania         | 20 grudnia 2019   | obecnie             | 120  | 65  | 22  | 33  | 54.17 | 1 Puchary Anglii, 1 Tarcza Wspólnoty                                                                   | [ 35 ]   |

1. ↑  Choć nie był oficjalnie nazywany sekretarzem-menadżerem, McEwen zajmował się prowadzeniem pierwszego zespołu Arsenal i de facto został następcą Morrell, gdy ten opuścił klub; W większości prowadził klub w czasie wojennym, więc te spotkania za jego kadencji nie liczą się do oficjalnych statystyk.
2. 1 2 3 4 5 6  Pracował jako tymczasowy menadżer.
3. ↑  Joe Shaw został mianowany tymczasowym menadżerem, natomiast John Peters został tymczasowym sekretarzem.
4. ↑  Whittaker zachorował latem 1956, i choć oficjalnie na początku sezonu 1956-57 wciąż prowadził zespół, w praktyce menadżerem zespołu od tego momentu, aż do śmierci Whittakera w październiku był Jack Crayston; jego statystyki przez ten czasy wyglądały następująco: M14 Z7 R1 P6.
5. 1 2 3  Pracował jako tymczasowy menadżer zanim zatrudniono go na stałe.
6. ↑  Statystyki Wengera obejmują spotkanie FA Cup przeciwko Sheffield United rozegrany 13 lutego 1999; Arsenal wygrał 2–1, lecz mecz powtórzono z powodu kontrowersji wobec zwycięskiej bramki.